# Casablanca (Uruguay)
Pour l’article homonyme, voir Casablanca (homonymie).
Casablanca est une ville de l'Uruguay située dans le département de Paysandú. Sa population est de 390 habitants.

## Population
| Année | Population |
| ----- | ---------- |
| 1963  | 439        |
| 1975  | 419        |
| 1985  | 281        |
| 1996  | 400        |
| 2004  | 390        |

Référence,: